# برلمان نيوزيلندا
برلمان نيوزيلندا (بالإنجليزية: New Zealand Parliament) هو الهيئة التشريعية في نيوزيلندا، ويتكون من 120 مقعداً، يتكون من المجلس الأدنى مجلس نواب نيوزيلندا الذي يضم 120 مقعداً.